# جزيرة ألجير ، روسيا
جزيرة ألجير (بالروسية: Остров Алджер ؛ Ostrov Aldzher) هي جزيرة في فرانز جوزيف لاند، روسيا. خط العرض 80 ° 22 شمالًا، بالطول 56 ° 03 شرقًا.

## جغرافيًا
طول جزيرة ألجير هو 10 كيلومتر (6.2 ميل) والحد الأقصى للعرض هو 4.7 كيلومتر (2.9 ميل) . أعلى نقطة فيها هي 429 متر (1,407 قدم) أعلى قمة قبة جليدية هي كوبول فوستوك بيرفيي بالروسية وهي تغطي جزءًا من الجزيرة.  توجد أيضًا مناطق واسعة غير متجمدة على الشواطئ الشمالية والجنوبية الغربية.
تقع جزيرة ألجير شمال جزيرة مكلينتوك، ويفصلها مسافة ضيقة تبلغ 2 كم (1.2 ميل)
تقع أوستروف ماتيلدي قبال الشواطئ الجنوبية الغربية لجزيرة ألجير، وهي جزيرة صغيرة جدًا، فهي بالكاد يبلغ طولها كيلومتر واحد (0.62 ميل).

## تاريخ الجزيرة
- اكتشف والتر ويلمان هذه الجزيرة في سنة 1899 على متن سفينة كابيلا، و أسماها باسم وزير الحرب الأمريكي راسل أ. ألجير الذي كان قد تبرع ب 250 دولار لبعثة ويلمان. [1]
- بعثة بولدوين زيجلر الأمريكية الفاشلة عام 1901 وقعت في فصل الشتاء في جزيرة ألجير. [2]

## مواضيع أخرى
- قائمة جزر روسيا
- قائمة الأنهار الجليدية في روسيا

## الروابط خارجية
- برنامج الأمم المتحدة للبيئة - الجزر
- الأسماء بالروسية: ru: Список островов России